# Monica Simpson
Monica Raye Simpson és una artista i activista afrodescendent queer estatunidenca. Simpson és també directora de SisterSong Women of Color Reproductive Justice Collective, un col·lectiu que treballa per a la justícia reproductiva de les dones afrodescendents; aquesta és la major organització dels Estats Units dedicada a aquesta tasca. El 2022 fou nomenada una de les 100 dones més influents segons la BBC.

## Trajectòria
Llicenciada en Ciències de la comunicació a la Johnson C. Smith University, una universitat històricament negra (HBCU), Simpson organitzà el moviment per als drets LGBTIQ tant dins com fora del campus. Després de graduar-se, esdevingué la directora d'operacions i la primera afrodescendent del Charlotte Lesbian & Gay Community Center. També fou cofundadora de la celebració de l'orgull gai negre de Charlotte, per la qual va rebre premis de la National Black Justice Coalition i la Human Rights Coalition.